# Spermophorides gibbifera
Spermophorides gibbifera là một loài nhện trong họ Pholcidae. Loài này có ở quần đảo Canaria.